# نگهداری غذا

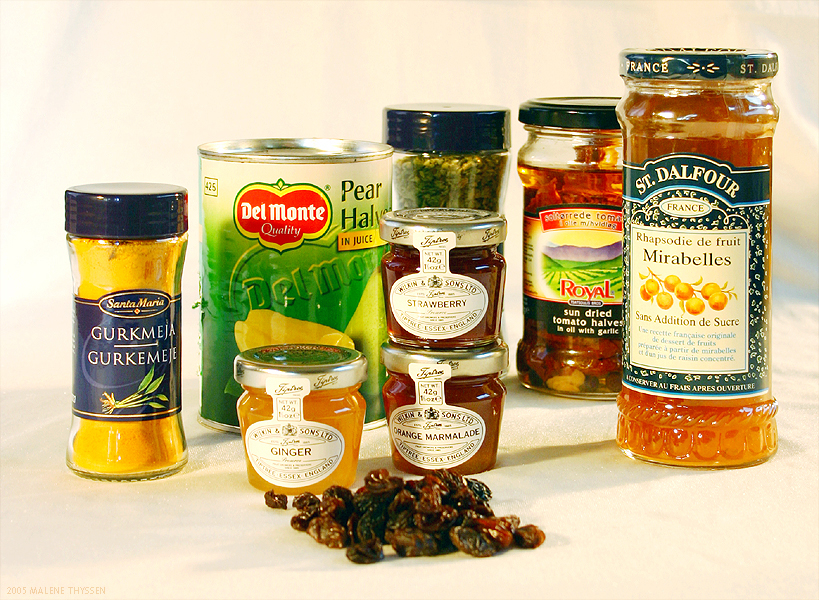
غذاهای نگهداری شده متفاوت

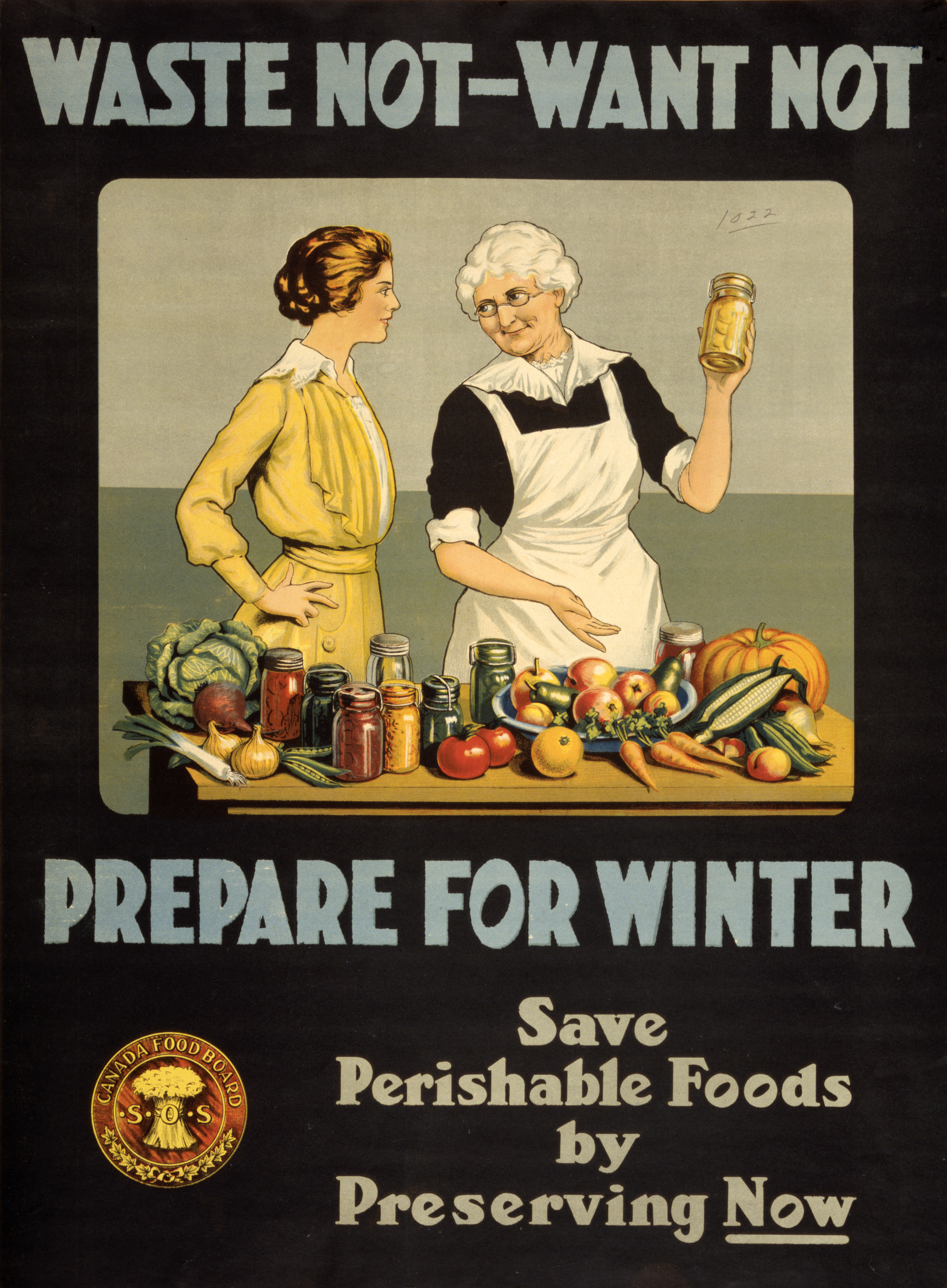
پوستر کانادیی مربوط به جنگ جهانی اول که مردم را تشویق به نگاه‌داری غذا برای زمستان می‌کند.

نگهداری غذا (به انگلیسی: Food preservation)، روندی برای کاهش فساد (از دست دادن کیفیت یا ارزش غذایی) توسط اکسیژن، باکتری‌ها و دیگر میکرو ارگانیسم‌ها است؛ هرچند که در روش‌های نگهداری، می‌توان به استفادهٔ از باکتری‌های خوش‌خیم، مخمرها و قارچ‌ها برای نگهداری و افزودن بر ویژگی‌های طعم و مزه (به عنوان مثال، پنیر، شراب) اشاره کرد. نگهداری یا ایجاد ارزش تغذیه‌ای، بافت، عطر و طعم در نگهداری ارزش غذا به عنوان یک غذا بسیار مهم است. قبول یک مادهٔ خوراکی به عنوان یک مادهٔ غذایی مناسب ممکن است در فرهنگ‌های مختلف تعبیرهای متفاوتی داشته باشد. نگهداری مواد غذایی معمولاً از طریق جلوگیری از رشد باکتری‌ها، قارچ‌ها و سایر میکروارگانیسم‌ها، همچنین اکسیداسیون چربی‌ها؛ که باعث ترشیدگی می‌شوند، صورت می‌پذیرد. روش‌های متداول برای نگهداری غذا خشکاندن، خشک کردن جریان هوای گرم، خشک کردن از طریق انجماد، انجماد، بسته‌بندی در خلاء، کنسرو، نگهداری در مایعات، کریستالیزاسیون، و افزودن مواد نگهدارنده یا گازهای بی‌اثر مانند دی‌اکسید کربن، هستند.
بسیاری از فرایندهایی که طراحی شده، از چند روش؛ برای نگهداری مواد غذایی، استفاده می‌کنند. برای نمونه؛ در نگهداری میوه با تبدیل کردن آن به مربا، شامل جوشانیدن (به منظور کاهش رطوبت میوه و نیز برای کشتن باکتری‌ها، و غیره)، افزودن شکر؛ (برای جلوگیری از رشد دوبارهٔ آنها)، و استفاده از شیشه آب‌بندی، هواگیری، و مهر و موم شده؛ (برای جلوگیری از آلودگی تازه) استفاده می‌شود.
نشان داده شده که برخی از روش‌های سنتی نگهداری مواد غذایی دارای یک رد پای پایین‌تر ورودی انرژی و کربن، در مقایسه با روش‌های مدرن هستند. با این حال، برخی از روش‌های نگهداری مواد غذایی شناخته شده برای تولید ماده سرطان‌زا یا کارسینوژن هستند، و در سال ۲۰۱۵، آژانس بین‌المللی تحقیقات سرطان وابسته به سازمان بهداشت جهانی، «گوشت فرآوری شده» را، که شامل گوشتِ پخت شده، نمک‌زده، تخمیر، و دوددهی، هستند به عنوان مواد «سرطان زا برای انسان» دانسته‌است.

## شیوه‌های سنتی
از آغاز سپیده‌دمِ کشاورزی، تا زمان انقلاب صنعتی، پیوسته روش‌های جدیدی برای نگهداری مواد غذایی توسط دست‌اندرکاران در دسترس قرار داشته‌اند.

### خشکانیدن
خشکانیدن یکی از قدیمی‌ترین تکنیک‌های مورد استفاده برای جلوگیری از تجزیهٔ مواد غذایی است. از همان اوایل ۱۲٬۰۰۰ سال پیش از میلاد، ساکنان خاورمیانه و فرهنگ‌های شرقی با استفاده از توان خورشید غذاهای مورد نیاز خود را خشک می‌کردند. سبزیجات و میوه‌جات به‌طور طبیعی توسط خورشید و باد خشک و آماده می‌شدند، اما «هنوز هم» خانه‌هایی در مناطقی که نور خورشید برای خشک کردن کافی نبود ساخته می‌شده‌است. آتشی در درون ساختمان برپا می‌شده تا گرمای لازم را برای خشک کردن میوه‌های گوناگون، سبزیجات و گیاهان فراهم آورَد.
شور کردن
استفاده از نمک زدن و شور کردن برای نگهداری مواد غذایی گوناگون مانند: گوشت، ماهی، پنیر و سبزیها از حدود ۳۵۰۰ سال پیش در کشورهایی مانند، مصر، یونان، چین و سایر نقاط جهان رایج بوده‌است.
نمک ضمن جلوگیری از رشد میکروارگانیسم‌های زیان‌آور امکان رشد بهتر میکروارگانیسم‌های سودمند را برای انجام یک فرایند و تولید ماده غذایی خاصی فراهم می‌نماید. چنانچه این فرایند در مورد گوشت به کار گرفته شود آن را عمل‌آوری و در صورتی که در مورد میوه‌ها و سبزی‌ها مورد استفاده قرارگیرد آن را شور کردن می‌گویند

## شیوه‌های مدرن
امروزه برای نگهداری موادغذایی از روش‌های جدید غیر حرارتی استفاده می‌شود. این روش‌ها کیفیت ماده غذایی را بهتر از فرایندهای حرارتی حفظ می‌کنند. هم چنین در حفظ رنگ و ظاهر ماده غذایی مؤثر هستند. از هر یک از این روش‌ها برای نگهداری مواد غذایی خاصی استفاده می‌شود. از جمله روش‌های مدرن نگهداری می‌توان به موارد زیر اشاره کرد:
- پلاسما
- فشار هیدروستاتیک
- امواج اولتراسونیک
- امواج اولتراویولت و …